# Marc Raymond
Pour les articles homonymes, voir Raymond.
Marc Raymond est un sculpteur suisse né le 8 novembre 1968 à Martigny.
Il utilise une technique traditionnelle d'assemblage de bois, pour créer des sculptures abstraites. Ses œuvres en bois et en contreplaqué peint, ainsi que ses travaux sur papier, ont été exposés dans des galeries et des centres culturels en Suisse, au Canada, en France, en Allemagne, au Portugal et en Grèce, lors d'expositions personnelles et collectives,,.
Marc Raymond vit et travaille à Lisbonne.

## Biographie
Marc Raymond naît le 8 novembre 1968 à Martigny, dans le canton du Valais. Il est originaire de Saillon, dans le même canton.
Il grandit à Saillon. Après sa scolarité, il suit une formation de menuisier-ébéniste, puis étudie à l'École de sculpture de Brienz (Schule für Holzbildhauerei),. Après avoir obtenu son diplôme de sculpteur, Marc Raymond ouvre son propre atelier à Saillon en 1996. Il travaille principalement le bois, mais aussi la pierre, le bronze et le béton. Centrées sur l’être humain au début de sa carrière, ses sculptures deviennent au fil des ans plus brutes, massives et suggestives,,.
Il voyage six mois aux États-Unis en 1991 et une année en Chine de 1999 à 2000,.
En 2001, l’artiste reçoit le 3e prix du jury au Symposium International de Sculpture de Morges en Suisse avec la sculpture Homme à la grande main,.
Il effectue une commande de la commune de Saillon en 2002 pour la réalisation d’une œuvre publique, La Ronde, sur le rond-point des Virottes. Cette œuvre, composée de sept sculptures figuratives de 2m. de hauteur en bronze, rend hommage aux habitants du village de Saillon pour leur diversité et leur ouverture,.
La même année, Raymond obtient le premier prix, avec mandat de réalisation, pour la création d’une sculpture en marbre de Collonges pour le Centre Scolaire de Saillon. Représentant un groupe d’enfants, cette sculpture préfigure, par ses formes très épurées et la matière laissée brute, l’évolution du travail de l’artiste vers la sculpture abstraite,.

En 2004, il expose à la Galerie Grande-Fontaine à Sion en Suisse des figures humaines brutes, taillées dans le bois à la hache ou à la tronçonneuse, ainsi qu’une série de sculptures en béton. En 2005, alors que Marc Raymond habite et travaille à Madrid, il arrête la figuration pour se consacrer entièrement à l’art abstrait. Il développe une nouvelle technique en construisant ses sculptures avec des assemblages de bois plutôt que de sculpter par soustraction dans la matière.

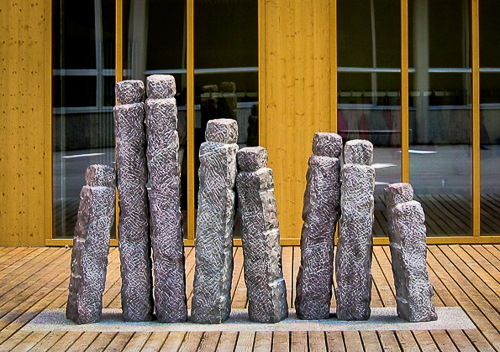
Assemblée, marbre de Collonges, 1m60, centre scolaire de Saillon, 2003, Marc Raymond.

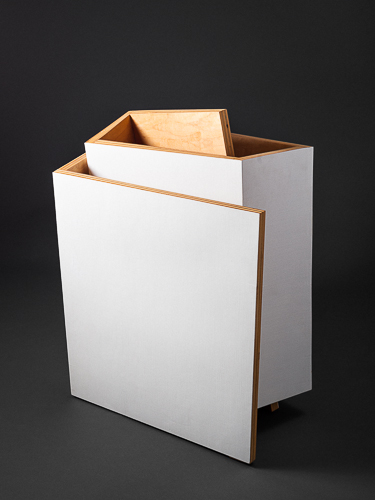
Interfaces n.1, contreplaqué peint, 60cm, 2008, Marc Raymond.

La série Découpages, un assemblage de surfaces de papier sans couleur ni colle, est créée en 2007. Ces découpages en deux dimensions mèneront à la réalisation de la série de sculptures Interfaces de 2008 à 2010. Ces sculptures sont faites de contreplaqués de construction assemblés et peints de couleurs monochromes. La cohérence des œuvres se trouve dans le jeu d’équilibre, de déséquilibre et de tensions internes. Les sculptures sont déposées sur le sol, sur des socles ou inclinées contre les murs,,. Elles sont exposées à l’occasion de plusieurs expositions personnelles - notamment au Centre des Art Léo-Ayotte de Shawinigan, Québec, Canada en 2008, à la Art School Gallery à Ottawa, Canada en 2009, au Centre d’Exposition de Mont-Laurier, Québec, Canada en 2010, à la Maison des Arts et de la Culture de Brompton, Québec, Canada en 2011, ainsi qu’à la Athens Art Gallery à Athènes en Grèce en 2014 avec un texte du curateur suisse Benoît Antille,.
En 2013, l’artiste crée la première sculpture de la série Bout à bout, avec Rouge n.1. Elle est exposée dans le jardin de la résidence de l’Ambassadeur de Suisse à Athènes puis à la Athens Art Gallery en 2014. Cette série, faite de bois de construction bruts assemblés bout à bout, se poursuivra les années suivantes,. L’artiste expose à nouveau en 2017 à la Galerie Grande-Fontaine en Suisse. Construites avec des planches de sapin et de mélèze, des matériaux de construction courants en Suisse, ses sculptures deviennent plus massives. La matière brute et les assemblages se laissent voir, alors que certaines parties de la sculpture sont peintes de couleurs vives,.

En 2019, son exposition personnelle Éloge à la Main a lieu à la Athens Art Gallery en Grèce, avec un texte de la commissaire indépendante et critique d'art Maria Xypolopoulou pour le catalogue. Aux côtés de ses sculptures qui tendent de plus en plus vers la simplicité, il y expose la suite de la série Bout à Bout avec les sculptures Construction 1, 2 et 3 ainsi que vingt découpages sur papier formant un ensemble de 2,20 × 2,20 m,.

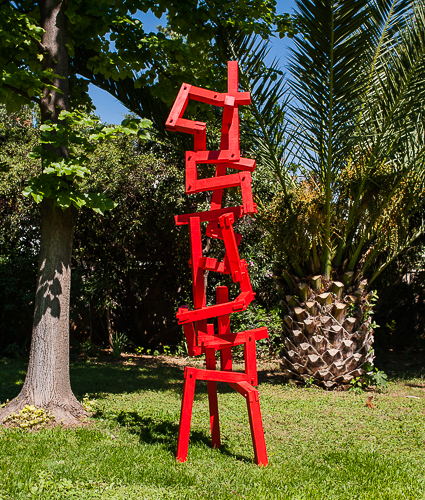
Rouge n.1, de la série Bout à bout, bois peint, 2m80, 2013, Marc Raymond.

Marc Raymond vit et travaille à Lisbonne.

## Œuvres
Les oeuvres de Marc Raymond sont abstraites et épurées. Elles se caractérisent par une économie de moyen, tant dans les matériaux utilisés que dans les couleurs monochromes souvent utilisées,. Ses matériaux de prédilection sont le bois de construction, le contreplaqué et le papier, des matières ordinaires qui lui permettent de construire des sculptures et des collages particuliers. À travers ces constructions, des tensions, une énergie et des déséquilibres se devinent dans la cohérence de l'ensemble. On y sent une intériorité et une recherche qui mette en lumière la vie intérieure et la quête de l'artiste, matérialisée dans ses oeuvres. L'artiste travaille par séries, il les réalise spontanément, de manière intuitive et introspective. Marc Raymond est dans la lignée des artistes de l'Art Concret, avec lui la matière est respectée et se voit telle quelle, les assemblages visibles font partie intégrante de l'oeuvre,,.

## Expositions personnelles
- 2019 : ÉLOGE À LA MAIN, Athens Art Gallery, texte de Maria Xypolopoulou, Athènes, Grèce[14],[21].
- 2017 : Galerie Grande Fontaine, avec Martine Rouiller, Sion, Suisse[18],[20].
- 2014 : Athens Art Gallery, texte de Benoît Antille, Athènes, Grèce[14],[17].
- 2013 : Résidence de l'Ambassadeur de Suisse, Athènes, Grèce[3].
- 2011 : Maison des Arts et de la Culture de Brompton, Québec, Canada[15],[16].
- 2010 : INTERFACES, Centre d'Exposition de Mont-Laurier, Québec, Canada[3].
- 2009 : INTERFACES, Galerie de l'Ecole d'Art d'Ottawa, Ontario, Canada[13].
- 2009 : Galerie Cube, avec Mary Wong, Ottawa, Ontario, Canada[5].
- 2009 : Résidence de l'Ambassadeur de Suisse, Ottawa, Ontario, Canada[5].
- 2008 : Galerie de l'Alliance Française, avec Ingo Hessel, Ottawa, Canada[3].
- 2008 : CONSTRUCTIONS, Galerie de l'Atrium, Ottawa, Ontario, Canada[3].
- 2008 : Centre des Arts Léo-Ayotte, Shawinigan, Québec, Canada[3].
- 2005 : Galerie du Château de Venthône, avec Isabelle Fontannaz, Suisse[8],[22].
- 2004 : Galerie Grande Fontaine, avec Gilles Scherlé, Sion, Suisse[7].
- 1999 : Galerie de la Treille, avec Paula Gaillard, Sion, Suisse[3].

## Principales expositions collectives

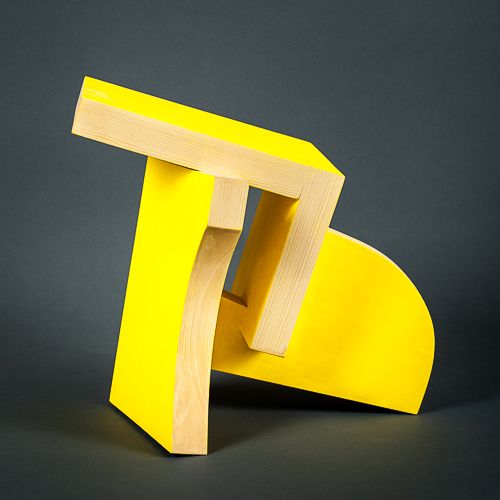
Jaune n.2, bois peint, 2019, Marc Raymond

- 2024 : Exposition IN&OUT, Espace Sohome, Lisbonne, Portugal[3].
- 2023 : 50 ANS DE VISARTE VALAIS, Manoir de Martigny, Martigny, Suisse[23],[24].
- 2018 : Artothèque du canton du Valais, Sion, Suisse[25],[26].
- 2017 : Exposition d'été, Athens Art Gallery, Athènes, Grèce[3].
- 2014 : ART ATHINA, avec Athens Art Gallery, Athènes, Grèce[5].
- 2013 : 40 ANS DE VISARTE VALAIS, Manoir de la ville de Martigny, Suisse[27].
- 2001 : HUIT ARTISTES, Galerie La Grange à Vannay, Monthey, Suisse[28].

## Distinctions
- 2016 : Prix de l'Académie d'Athènes pour le livre Jardin National, de Nikolaos Tambakis et Elissabet Bargianni, photographies de Marc Raymond[5],[2].
- 2009 : devient membre de VISARTE, Société des Artistes Visuels professionnels, Suisse[1],[3],[2].
- 2002 : 1er prix pour le projet de sculpture pour le Centre Scolaire, réalisation en 2003, Saillon, Suisse[12],[2].
- 2001 : 3e prix du Jury, Symposium International de Sculpture, Morges, Suisse[2].
- 1998 : 1er prix, Art Sierre, Sierre, Suisse[29],[2].